# Homopode aréolé
Homopus areolatus
Pour les articles homonymes, voir Homopode.
Espèce
Statut de conservation UICN

 LC  : Préoccupation mineure
Synonymes
- Testudo areolata Thunberg, 1787
- Testudo fasciata Daudin, 1801
- Testudo africana Hermann, 1804
- Chersine tetradactyla Merrem, 1820
- Testudo areolata pallida Gray, 1831

Statut CITES
Homopus areolatus, l'Homopode aréolé, est une espèce de tortues de la famille des Testudinidae.

## Répartition
Cette espèce est endémique d'Afrique du Sud. Elle se rencontre dans une zone restreinte de la province du Cap-Occidental. On les trouve généralement à une altitude inférieure à 900 mètres même si quelques individus ont pu être observés jusqu'à 1300 mètres. Elle est cantonnée à cette zone en raison du climat favorable de type méditerranéen.

## Description

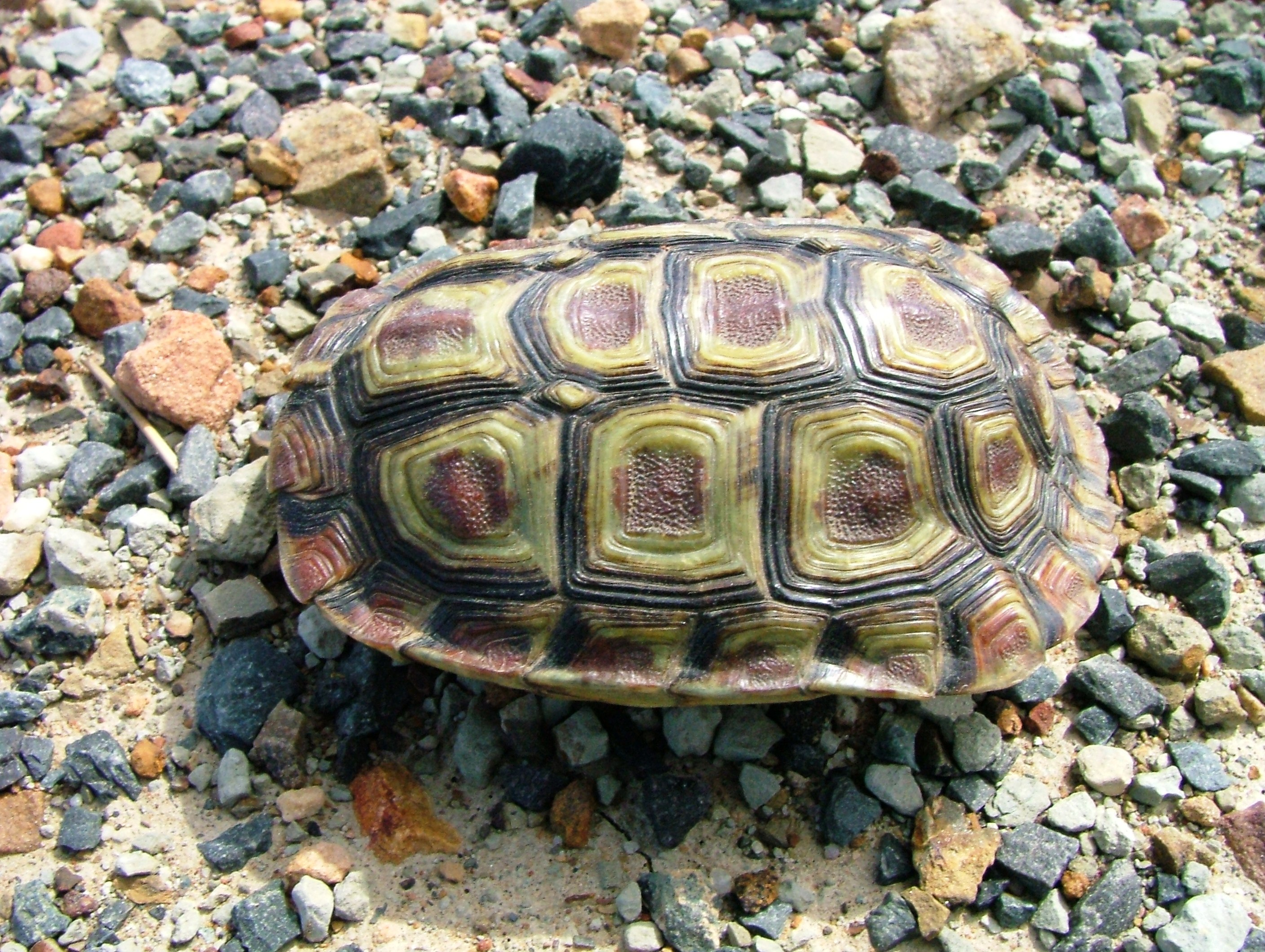
Homopus areolatus

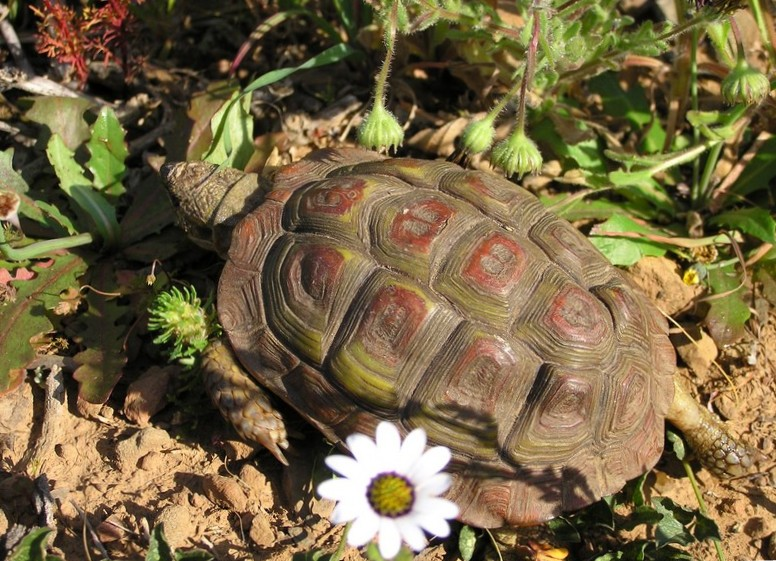
Homopus areolatus

L'homopode aréolé possède toutes les caractéristiques du genre homopus. On la distingue par plusieurs caractères :
- un gros bec (qui lui vaut son nom anglais de tortue bec de perroquet) ;
- des écailles au dessin marqué ;
- les femelles peuvent mesurer jusqu'à trente centimètres alors que les mâles ne dépassent que rarement dix centimètres (dimorphisme sexuel important)[3] ;
- sa couleur varie d'olive à brun avec une zone aréolaire rougeâtre entourée de beige, les jeunes sont plus sombres.

## Éthologie
L'homopode aréolé apprécie l'ombre et ne sort que rarement car elle est plutôt craintive. Elle produit un grondement quand elle est inquiétée.
On suppose que l'homopode aréolé a plusieurs cycles de ponte par an car on a pu observer des nids en avril, août, octobre et novembre. Elle pond une moyenne de trois œufs de trente millimètres dont l'incubation durera entre sept et huit mois.

## Protection
L'homopode aréolé a beaucoup de prédateurs : les mammifères carnassiers, les rapaces... Peu de commerce de cet animal a été observé, l'homme n'est donc pas l'un des plus grands prédateurs. Néanmoins, l'urbanisation massive de sa zone de répartition et les bouleversements climatiques pourraient lui porter préjudice. Elle est donc protégée, notamment par son inscription à l'annexe II de la CITES.

## Publication originale
- Thunberg, 1787 : Beskrifning på trenne sköld-paddor. Kongliga Vetenskaps Academiens Nya Handlingar, Stockholm, vol. 2, no 8, p. 178–180.